# ميتالاين (واشنطن)
ميتالاين (بالإنجليزية: Metaline, Washington)‏ هي بلدة تقع بولاية واشنطن في الولايات المتحدة. تبلغ مساحتها 0.8 (كم²)، وترتفع عن سطح البحر 616 م، بلغ عدد سكانها 173 نسمة في عام 2010 حسب إحصاء مكتب تعداد الولايات المتحدة وتصل الكثافة السكانية فيها 215.5 نسمة/كم2.

## التركيبة السكانية
قام مكتب تعداد الولايات المتحدة بتحديد بيانات التركيبة السكانية لميتالاين في تعداد الولايات المتحدة. في ما يلي، التركيبة السكانية حسب تعدادي 2000 و2010.

### تعداد عام 2000
بلغ عدد سكان ميتالاين 162 نسمة بحسب تعداد عام 2000، وبلغ عدد الأسر 73 أسرة وعدد العائلات 44 عائلة مقيمة في البلدة. في حين سجلت الكثافة السكانية 533.5 نسمة لكل ميل مربع (206.0/كم2). وبلغ عدد الوحدات السكنية 91 وحدة بمتوسط كثافة قدره 299.7 نسمة لكل ميل مربع (115.7/كم2).
وتوزع التركيب العرقي للبلدة بنسبة 91.98% من البيض و 1.23% من الأمريكيين الأصليين و 0.62% من سكان جزر المحيط الهادئ و 6.17% من عرقين مختلطين أو أكثر.
بلغ عدد الأسر 73 أسرة كانت نسبة 26.0% منها لديها أطفال تحت سن الثامنة عشر تعيش معهم، وبلغت نسبة الأزواج القاطنين مع بعضهم البعض 45.2% من أصل المجموع الكلي للأسر، ونسبة 11.0% من الأسر كان لديها معيلات من الإناث دون وجود شريك، وكانت نسبة 38.4% من غير العائلات. تألفت نسبة 35.6% من أصل جميع الأسر من أفراد ونسبة 16.4% كانوا يعيش معهم شخص وحيد يبلغ من العمر 65 عاماً فما فوق. وبلغ متوسط حجم الأسرة المعيشية 2.82، أما متوسط حجم العائلات فبلغ 2.22.
بلغ العمر الوسطي للسكان 42 عاماً. وكانت نسبة 25.9% من القاطنين تحت سن الثامنة عشر، وكانت نسبة 4.3% بين الثامنة عشر والأربعة وعشرون عاماً، ونسبة 24.7% كانت واقعةً في الفئة العمرية ما بين الخامسة والعشرون حتى والأربعة وأربعون عاماً، ونسبة 30.2% كانت ما بين الخامسة والأربعون حتى الرابعة والستون، ونسبة 14.8% كانت ضمن فئة الخامسة والستون عاماً فما فوق. يوجد لكل 100 أنثى 110.4 ذكر، ويوجد لكل 100 أنثى في الثامنة عشر من عمرها فما فوق 118.2 ذكر.
بلغ متوسط دخل الأسرة في البلدة 22,981 دولار، أما متوسط دخل العائلة فبلغ 23,750 دولار. وكان متوسط دخل الذكور 35,000 دولار مقابل 11,563 دولار للإناث. وسجل دخل الفرد الخاص بالبلدة 11,262 دولار. وكانت نسبة 25.0% من العائلات ونسبة 32.6% من السكان تحت خط الفقر، وكان من هؤلاء نسبة 48.1% تحت سن الثامنة عشر ولا أحد منهم في الخامسة والستين من العمر وما فوق.

### تعداد عام 2010
بلغ عدد سكان ميتالاين 173 نسمة بحسب تعداد عام 2010، وبلغ عدد الأسر 86 أسرة وعدد العائلات 44 عائلة مقيمة في البلدة. في حين سجلت الكثافة السكانية 558.1 نسمة لكل ميل مربع (215.5/كم2). وبلغ عدد الوحدات السكنية 103 وحدة بمتوسط كثافة قدره 332.3 لكل ميل مربع (128.3/كم2).
وتوزع التركيب العرقي للبلدة بنسبة 96.0% من البيض و 2.3% من الأمريكيين الأصليين و 1.7% من عرقين مختلطين أو أكثر.
بلغ عدد الأسر 86 أسرة كانت نسبة 23.3% منها لديها أطفال تحت سن الثامنة عشر تعيش معهم، وبلغت نسبة الأزواج القاطنين مع بعضهم البعض 40.7% من أصل المجموع الكلي للأسر، ونسبة 2.3% من الأسر كان لديها معيلات من الإناث دون وجود شريك، بينما كانت نسبة 8.1% من الأسر لديها معيلون من الذكور دون وجود شريكة وكانت نسبة 48.8% من غير العائلات. تألفت نسبة 44.2% من أصل جميع الأسر من أفراد ونسبة 15.1% كانوا يعيش معهم شخص وحيد يبلغ من العمر 65 عاماً فما فوق. وبلغ متوسط حجم الأسرة المعيشية 2.84، أما متوسط حجم العائلات فبلغ 2.01.
بلغ العمر الوسطي للسكان 50.2 عاماً. وكانت نسبة 20.8% من القاطنين تحت سن الثامنة عشر، وكانت نسبة 4.1% بين الثامنة عشر والأربعة وعشرون عاماً، ونسبة 18.5% كانت واقعةً في الفئة العمرية ما بين الخامسة والعشرون حتى والأربعة وأربعون عاماً، ونسبة 39.3% كانت ما بين الخامسة والأربعون حتى الرابعة والستون، ونسبة 17.3% كانت ضمن فئة الخامسة والستون عاماً فما فوق. وتوزع التركيب الجنسي للسكان بنسبة 53.2% ذكور و46.8% إناث.

## وصلات خارجية
- The US50 - Cities and Towns in Washington State
- Washington Cities and Towns, Facts, Map, Flag, Colleges, Government, and More